# Hrubov
Hrubov (ungarisch Rubó – bis 1907 Hrubó) ist eine Gemeinde im Osten der Slowakei mit 464 Einwohnern (Stand: 31. Dezember 2024), die zum Okres Humenné, einem Kreis des Prešovský kraj, gehört. Sie ist Teil der traditionellen Landschaft Zemplín.

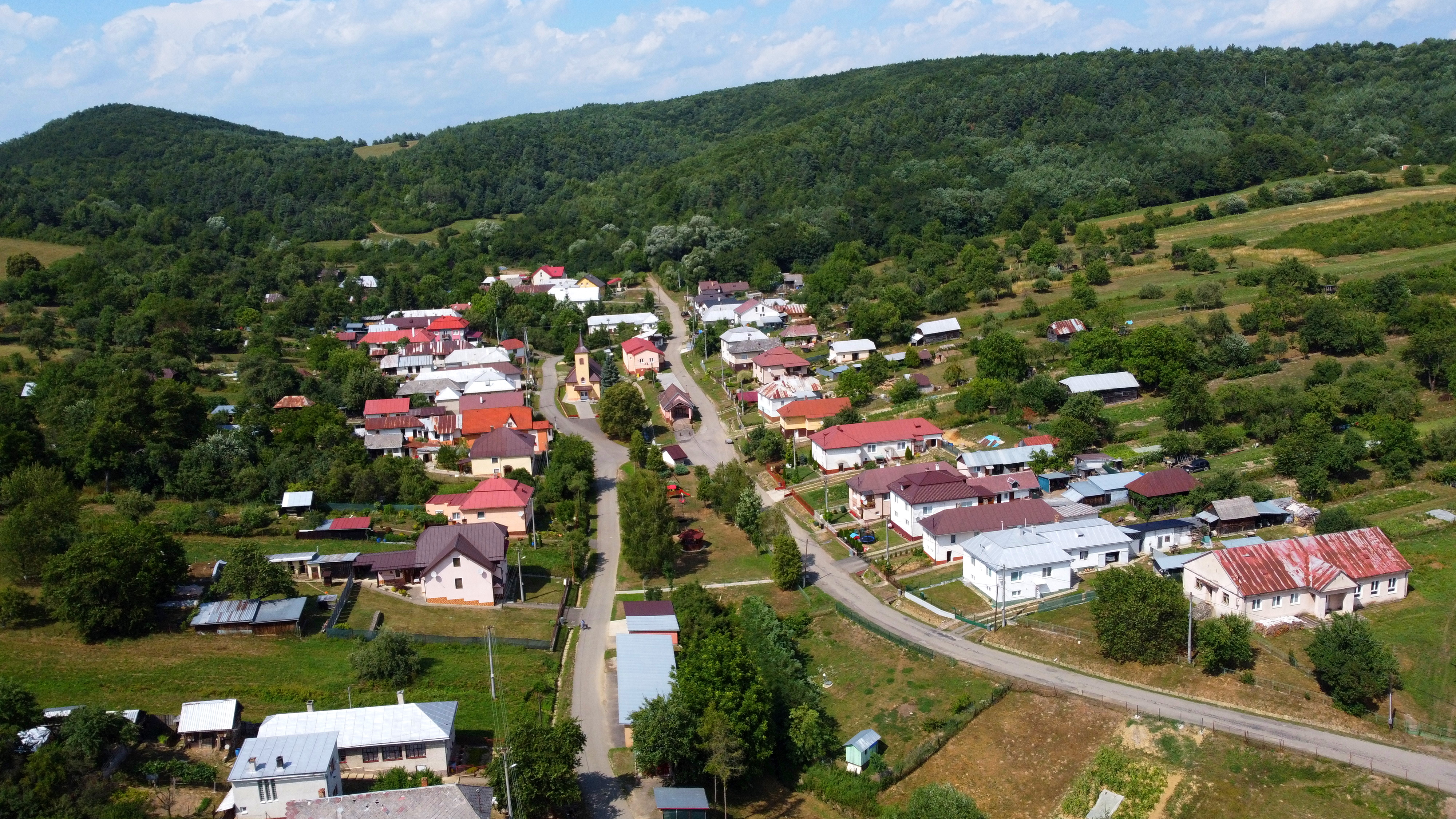
Blick zum Ort

## Geographie
Die Gemeinde befindet sich in den Niederen Beskiden im Bergland Laborecká vrchovina, im Quellbereich des kleinen Flusses Ondavka im Einzugsgebiet der Ondava. Das Ortszentrum liegt auf einer Höhe von 297 m n.m. und ist 22 Kilometer von Humenné entfernt.
Nachbargemeinden sind Oľka im Norden, Radvaň nad Laborcom im Nordosten, Hrabovec nad Laborcom im Osten, Vyšné Ladičkovce im Südosten, Turcovce im Süden, Černina im Südwesten und Pakostov im Westen und Nordwesten.

## Geschichte
Hrubov wurde zum ersten Mal 1478 als Rubo schriftlich erwähnt, weitere historische Bezeichnungen sind unter anderen Hrubo (1786) und Hrubová (1808). Das Dorf war Teil des Herrschaftsgebiets von Humenné, im 19. Jahrhundert stammten die Gutsherren aus der Familie Szirmay. 1556 wurden zwei Porta verzeichnet, 1715 gab es neun verlassene und 14 bewohnte Haushalte. 1787 hatte die Ortschaft 38 Häuser und 342 Einwohner, 1828 zählte man 43 Häuser und 319 Einwohner, die als Fuhrleute, Köhler, Landwirte und Waldarbeiter tätig waren.
Bis 1918 gehörte der im Komitat Semplin liegende Ort zum Königreich Ungarn und kam danach zur Tschechoslowakei beziehungsweise heute Slowakei. 1932 und 1940 brannte das Dorf nieder. Während des Zweiten Weltkriegs setzten im Jahr 1944 NS-deutsche Truppen den Ort wegen Zusammenarbeit mit den Partisanen in Brand, es gab hier einen Feldflugplatz der Partisanen. Nach dem Zweiten Weltkrieg pendelte ein Teil der Einwohner zur Arbeit in Industriebetriebe in Humenné und Košice, die Landwirte waren privat organisiert.

## Bevölkerung
| Jahr                | 1994 | 2004    | 2014    | 2024    |
| ------------------- | ---- | ------- | ------- | ------- |
| Anzahl der Personen | 568  | 534     | 492     | 464     |
| Unterschied         |      | −5,98 % | −7,86 % | −5,69 % |

| Jahr                | 2023 | 2024    |
| ------------------- | ---- | ------- |
| Anzahl der Personen | 467  | 464     |
| Unterschied         |      | −0,64 % |

Nach der Volkszählung 2011 wohnten in Hrubov 490 Einwohner, davon 480 Slowaken. 10 Einwohner machten keine Angabe zur Ethnie.
478 Einwohner bekannten sich zur römisch-katholischen Kirche, zwei Einwohner zur griechisch-katholischen Kirche und ein Einwohner zur orthodoxen Kirche. Bei neun Einwohnern wurde die Konfession nicht ermittelt.

## Bauwerke und Denkmäler
- römisch-katholische Kirche St. Peter und Paul im barock-klassizistischen Stil aus dem Jahr 1780

## Verkehr
In Hrubov endet die Cesta III. triedy 3828 („Straße 3. Ordnung“) von Ohradzany heraus.